# Procecidochares atra
Procecidochares atra es una especie de insecto del género Procecidochares de la familia Tephritidae del orden Diptera.
 Friedrich Hermann Loew la describió en 1862.
Producen agallas, más comúnmente en especies de Solidago altissima, S. gigantea, S. rugosa. Generalmente hay dos generaciones por año. Se encuentra en Canadá. Estados Unidos y México.

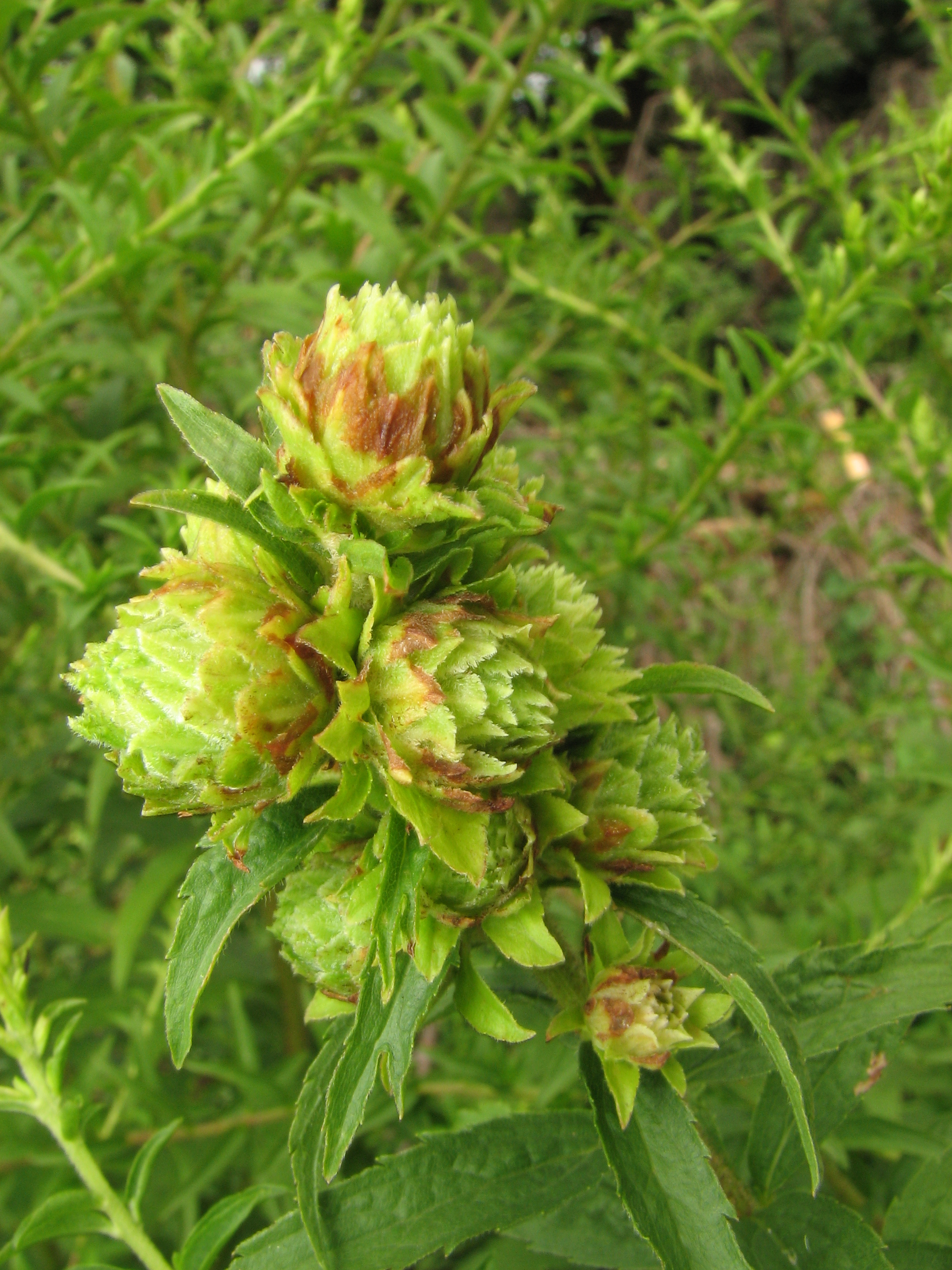
Agallas producidas por P. atra